# Flaga Międzynarodowej Organizacji Frankofonii
Flaga Międzynarodowej Organizacji Frankofonii – oficjalna flaga Międzynarodowej Organizacji Frankofonii.

## Symbolika
Emblemat wpisany w flagę symbolizuje więź między państwami organizacji, a pięć części kręgu symbolizuje pięć kontynentów, na których znajdują się społeczności posługujące się językiem francuskim.